# 民族和解党 (冈比亚)
民族和解党是冈比亚的一个政党。它成立于1996年，由创始人哈马特·巴赫领导。

## 历史
民族和解党是哈马特·巴赫在1996年成立的，作为他竞选总统的一部分。他在1996年的总统选举中获得第三名。2名该党成员在1997年议会选举中当选。在2001年的总统选举中，巴赫名列第三。民族和解党作为联盟2016的一部分参加2016年总统选举，该联盟宣布阿达马·巴罗为联盟的候选人，随后获胜。

## 选举结果
该政党的选举结果如下：
- 在1997年议会选举中赢得48个席位中的2个
- 在2002年议会选举中赢得48个席位中的1个
- 在2007年议会选举中，没有赢得席位
- 在2012年议会选举中赢得48个席位中的1个（加上中期选举中的1个席位）
- 在2017年议会选举中赢得53个席位中的4个

## 著名人物
- 哈马特·巴赫（英语：Hamat Bah），民族和解党领导人‌（1996-），旅游文化部部长（英语：Minister of Tourism and Culture (The Gambia)）（2017-）
- 莫杜·班巴·盖耶（英语：Modou Bamba Gaye）
- 桑巴·贾洛（英语：Samba Jallow）